# Маляренко, Феликс Васильевич
Фе́ликс Васи́льевич Маляре́нко (2 февраля 1951 — 29 октября 2020) — российский поэт и прозаик, автор произведений для детей и юношества. Председатель Саратовского регионального отделения Российского союза писателей с 2017 по 2019 год.

## Биография
Родился 2 февраля 1951 года в Биробиджане в семье рабочего завода «Дальсельмаш», участника Великой Отечественной войны Василия Петровича Маляренко. Мать, Полина Иосифовна (девичья фамилия Новак), работала продавцом. Окончил четыре класса в средней школе № 2 и в 1962 году поступил в Уссурийское суворовское военное училище. С 1969 по 1974 год обучался в Военной академии химической защиты в Саратове. Участник ликвидации аварии на Чернобыльской АЭС. С 2017 по 2019 год занимал должность председателя Саратовского регионального отделения Российского союза писателей.
Ведёт общественную деятельность, проводит творческие встречи со школьниками Саратова. Выезжает на литературные встречи и фестивали, участвует в книжных выставках, ярмарках и литературных премиях. В июне 2019 года участвовал в книжной выставке «Красная площадь» в Москве, где в интерактивно-игровой форме провёл презентацию книги «Сказки о вредных девчонках».
По книгам автора создано больше двух десятков настольных игр для детей и взрослых. Саратовской певицей Владиславой Оксютой исполнены песни на стихи Маляренко (муз. Сергея Панкратова).
Член Международного Союза писателей имени святых Кирилла и Мефодия (Болгария), член редакционного совета МСП, куда также входят профессор Шуменского университета Ивайло Петров, Лола Звонарёва.
В 2014 и 2017 годах входил в десятку самых продаваемых в России детских писателей. Общий тираж его книг за все годы составил почти три миллиона экз.
Подполковник в отставке. Женат, трое детей.

## Творчество
Творческий путь начал в середине 1980-х годов с историй, вошедших в книгу рассказов «Вовка Булкин из шестого „Б“» (1986). Автор публикаций в «Учительской газете», «Красной звезде», «Пионерской правде», журналах «Советская женщина», «Миша», передач на радио. В 1991 году вышла детективная повесть для детей «Пёстрые бабочки».
Я писатель-самоучка, но, когда начинал, мне говорили, что в будущем я могу стать неплохим детским писателем.Феликс Маляренко, из интервью газете

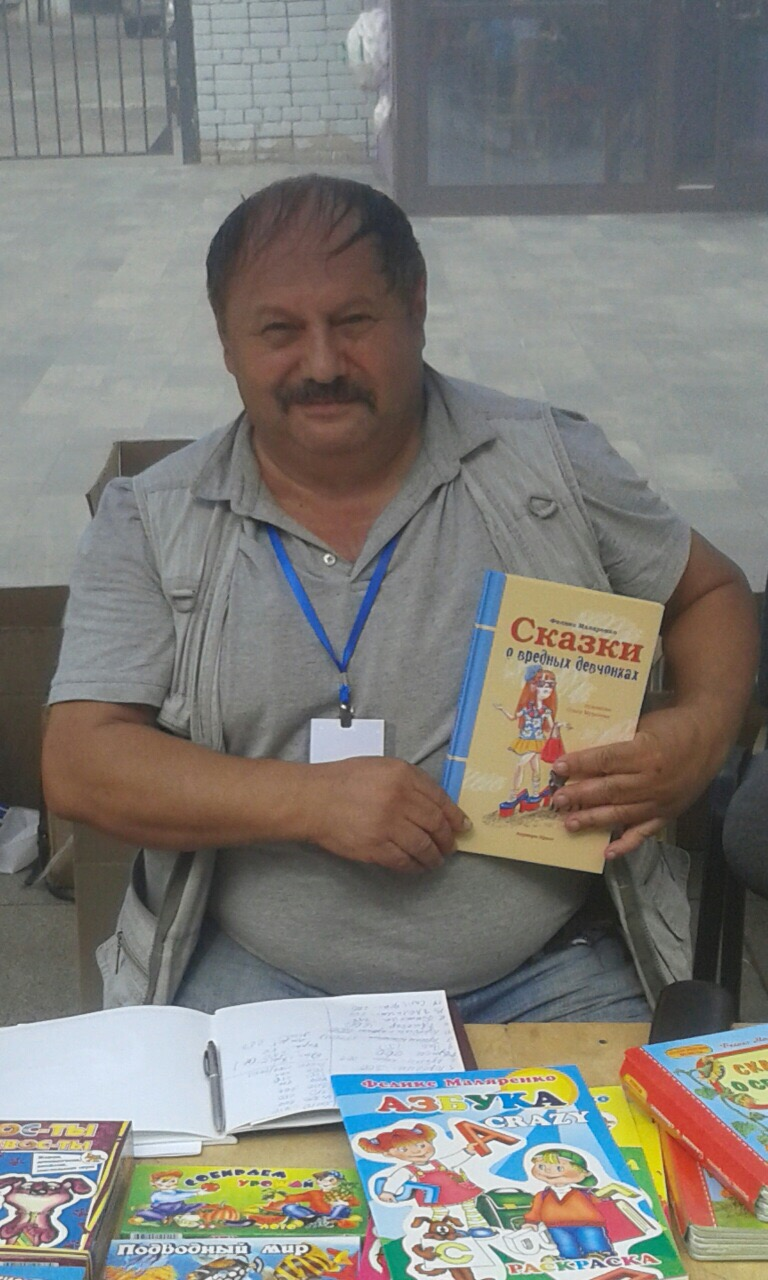
На фестивале «Палитра ремёсел», 2019

Воспоминания об учёбе в суворовском училище легли в основу повести «Суворовец Соболев, встать в строй!». Книга готовилась к выпуску в «Детгизе», были сделаны иллюстрации, но рухнул Советский Союз, рухнули издательская система. В несколько отредактированном виде книга вышла только в 2013 году.
Четыре пьесы: «Кто украл День рождения?», «Сказки о девчушках-вреднюшках», «Повелитель мыльных пузырей» и «Самые последние похождения Кота в сапогах» были спродюсированы автором и поставлены в детском музыкальном театре «Задира», где они шли с 2011 по 2014 год. «Кто украл День рождения?» и «Сказки о девчушках-вреднюшках» были записаны на диски. Пьеса «Кто украл День рождения?» в 2016 году шла также в Русском драматическом театре им. М. Горького в Махачкале.
В «Литературном альманахе. Выпуск 1», вышедшем в 2017 году в рамках проекта «Писатели земли Саратовской», были опубликованы два рассказа Маляренко: «Мозоли» и «А вы чувак, товарищ капитан».
Книга стихов «Азбука Биробиджана» (2017) стала подарком для малой родины автора — Биробиджана. Маляренко также издал книгу в память о старейшем журналисте Еврейской автономной области Нине Николаевне Филипкиной. В ней собраны стихи, переводы, цикл очерков «Золотые перья Биробиджана» — о писателях и поэтах, оставивших свой след в истории города и области.
В 2018 году начал сотрудничество с московским издательством «Априори-Пресс», с 2020 года — с московским издательством «РуДа», его книги вышли в серии «Ларец самоцветов».

## Награды
- Диплом и памятная медаль от Московской областной Думы за большой вклад в детскую литературу на фестивале «Образ Крыма» и подборку стихов о крымских городах[26][27]
- Гран-при в номинации «Детская литература» Х Международного литературно-художественного фестиваля «Русские мифы»[28]
- Лауреат (2 место) IV международного литературно-музыкального Фестиваля в г. Саки «Интеллигентный сезон» (номинация «Поэзия для детей»)[29]
- Лауреат (1 место в номинации «Детская литература»), диплом 1 степени Международного литературного конкурса «Славянское слово» им. Бориса Априлова[30]
- Лауреат (1 место) за участие в Литературном конкурсе в рамках проведения выставки «Книжный бульвар Севастополя»[31][32]

## Избранная библиография
Проза
- Вовка Булкин из 6 «Б» // Повесть в рассказах. — Саратов: Приволжское книжное издательство, 1986. — 63 с. — 15 000 экз.
- Пёстрые бабочки // Детектив. повесть. — Саратов: Приволжское издательство «Детская книга», 1992. — 221 с. — ISBN 5-8270-0003-5.
- Вестник 1 роты (22 выпуск УСВУ). — Саратов: Задира-Плюс, 2009. — 61 с. — ISBN 978-5-904725-01-3.
- Кто украл День рождения? // аудиокнига.— Саратов: Музилка. 2011.
- Сказка о девочке Жене, не любившей Веню. — Самара: Задира-Плюс, 2011. — 12 с. — (Сказки о девчушках вреднюшках). — ISBN 978-5-90472535-8.
- Сказка о зебре // Раскраска. — Самара: Задира-Плюс, 2011. — 12 с. — (Умная сказка, Мир в красках). — ISBN 978-5-904725-41-9.
- Суворовец Соболев, встать в строй! // Повесть. — Саратов: Задира-Плюс, 2013. — 90 с. — ISBN 978-5-904725-73-0.
- Русские богатыри. Ч. 2 // Раскраска. — Саратов: Задира-Плюс, 2016. — 12 с. — (Мир в красках). — 25 000 экз. — ISBN 978-5-906803-07-8.
- А вы чувак, товарищ капитан // Альманах 1. Российский союз писателей, Саратовское региональное отделение, — Саратов. 2017.
- Мозоли // Альманах 1. Российский союз писателей, Саратовское региональное отделение, — Саратов. 2017.
- Сосчитайка. Ч. 2 // Раскраска по цифрам. — Саратов: Задира-Плюс, 2017. — 12 с. — (Мир в красках). — 25 000 экз. — ISBN 978-5-906803-28-3.
- Вот такие свинки. — М.: Априори-Пресс, 2018. — 10 с. — ISBN 978-5-9062-632-47.
- Дай лапу, человек. — М.: Априори-Пресс, 2018. — 48 с. — 1500 экз. — ISBN 78-5-9133-701-5.
- Золотая осень. — Саратов: Задира-Плюс, 2018. — 25 000 экз. — ISBN 978-5-906803-38-2.
- Снегурочка. — Саратов: Задира-Плюс, 2018. — 25 000 экз. — ISBN 978-5-906803-44-3.
- Снежинка. — Саратов: Задира-Плюс, 2018. — 25 000 экз. — ISBN 978-5-906803-45-0.
- Солнечное лето. — Саратов: Задира-Плюс, 2018. — 25 000 экз. — ISBN 978-5-906803-37-5.
- Сказка про Машу и манную кашу. — М.: Априори-Пресс, 2019. — 10 с. — ISBN 978-5-9133-708-39.
- Сказки о свинках. — М.: Априори-Пресс, 2019. — 10 с. — (Сказки дедушки Феликса). — ISBN 978-5-9062-632-54.
- Сказки о вредных девчонках. — М.: Априори-Пресс, 2019. — 64 с. — ISBN 978-5-9133-7085-3.
- Новые сказки о вредных девчонках. Настя, которая красила собакам носы. — М.: РуДа, 2020. — 58 с. — (Ларец самоцветов). — ISBN 978-5-9073551-3-2.
- Оберег рыжего разбойника. — М.: РуДа, 2020. — 128 с. — (Ларец самоцветов). — ISBN 978-5-6044143-9-2.
- Принцесса Изольда и её куклы. — М.: РуДа, 2020. — 48 с. — (Ларец самоцветов). — ISBN 978-5-9073551-2-5.
- Суворовец Соболев, стать в строй! // Повесть. — М.: РуДа, 2020. — 322 с. — ISBN 978-5-6044143-6-1.
- Летающий кошкозавр Митька. — М.: РуДа, 2021. — 146 с. — (Ларец самоцветов). — ISBN 978-5-6044143-1-6.

Стихи
- Новогодняя азбука // стихи. — Саратов: Задира-Плюс. 2014. — 12 с. — (Мир в красках).
- Автоазбука // стихи. — Саратов: Задира-Плюс. 2014. — 12 с. — (Мир в красках).
- Азбука автомобильная // стихи. — Саратов: Задира-Плюс. 2014. — 12 с. — (Мир в красках).
- Азбука Деда Мороза // стихи. — Саратов: Задира-Плюс. 2014. — 12 с. — (Мир в красках).
- Азбука молока // стихи. — Саратов: Задира-Плюс. 2014. — 12 с. — (Мир в красках).
- Азбука домового // стихи. — Саратов: Задира-Плюс. 2015. — 12 с. — (Мир в красках).
- Клубничная азбука // стихи. — Саратов: Задира-Плюс. 2015. — 12 с. — (Мир в красках).
- Ковбои // стихи. — Саратов: Задира-Плюс. 2015. — 12 с. — (Мир в красках).
- Пираты // стихи. — Саратов: Задира-Плюс. 2015. — 12 с. — (Мир в красках).
- Шоколадная азбука // стихи. — Саратов: Задира-Плюс. 2015. — 12 с. — (Мир в красках).
- Азбука Бабы Яги: стихи. — Саратов: Задира-Плюс. 2015. — 12 с. — (Мир в красках).
- Матрёшки. В 2х ч. // стихи. — Саратов: Задира-Плюс. 2016. — 12 с. — (Мир в красках).
- Азбука цирка. В 3х ч. // стихи. — Саратов: Задира-Плюс. 2017. — 12 с. — (Мир в красках).
- Азбука Биробиджана // стихи. — Саратов: Задира-Плюс. 2017. — 64 с.
- Дай лапу, человек // стихи. — Москва: Априори-Пресс, 2019. — 48 с.
- Вот такие свинки. — Москва: Априори-Пресс. 2019. — 12 с. — (Сказки дедушки Феликса)